# 1155
| [ Edytuj tabelę ]          |                                                                              |
| Książę Małopolski          | - 1146 Bolesław IV Kędzierzawy 1173                                          |
| Książę Wielkopolski        | - 1138 Mieszko III Stary 1177                                                |
| Król Angkoru               | - 1150 Dharanindrawarman II 1160                                             |
| Król Anglii                | - 1154 Henryk II 1189                                                        |
| Król Aragonii              | - 1137 Petronela Aragońska 1164                                              |
| Hrabia Barcelony           | - 1131 Rajmund Berengar IV Święty 1162                                       |
| Książę Bawarii             | - 1141 Henryk XI Jasomirgott 1156                                            |
| Margrabia Brandenburgii    | - 1144 Albrecht Niedźwiedź 1170                                              |
| Książę Burgundii           | - 1143 Eudes II 1162                                                         |
| Cesarz Bizancjum           | - 1143 Manuel I Komnen 1180                                                  |
| Cesarz Chin                | - 1127 Song Gaozong 1162                                                     |
| Książę Czech               | - 1140 Władysław II 1172                                                     |
| Król Danii                 | - 1146 Kanut V 1157 - 1146 Swen III Grade 1157                               |
| Władca Egiptu              | - 1154 Al-Fa’iz 1160                                                         |
| Król Francji               | - 1137 Ludwik VII Młody 1180                                                 |
| Król Gruzji                | - 1125 Dymitr I 1156                                                         |
| Hrabia Holandii            | - 1121 Dirk VI 1157                                                          |
| Cesarz Japonii             | - 1141 Konoe 1155 - 1155 Go-Shirakawa 1158                                   |
| Kalif                      | - 1136 Al-Muqtafi 1160                                                       |
| Król Kastylii              | - 1126 Alfons VII 1157                                                       |
| Wielki książę Kijowa       | - 1154 Izjasław III Dawidowicz 1155 - 1155 Jerzy Dołgoruki 1157              |
| Patriarcha Konstantynopola | - 1154 Konstantyn IV Chliaren 1156                                           |
| Władca Korei               | - 1146 Ŭijong 1170                                                           |
| Kalif Maroka               | - 1147 Abd al-Mumin 1163                                                     |
| Król Nawarry               | - 1150 Sancho VI 1194                                                        |
| Król Norwegii              | - 1136 Inge I Garbaty 1161 - 1136 Sigurd II Gęba 1155 - 1142 Eystein II 1157 |
| Książę Obodrzyców          | - 1131 Niklot 1160                                                           |
| Hrabia Palatynatu          | - 1142 Herman III von Stahleck 1155 - 1155 Konrad Hohenstauf 1195            |
| Papież                     | - 1154 Hadrian IV 1159                                                       |
| Król Portugalii            | - 1139 Alfons I 1185                                                         |
| Sułtan Rumu                | - 1116 Masud I 1156                                                          |
| Książę Rusi halickiej      | - 1153 Jarosław Ośmiomysł 1187                                               |
| Cesarz Rzymski (niemiecki) | - 1155 Fryderyk I Barbarossa 1190                                            |
| Książę Saksonii            | - 1142 Henryk Lew 1180                                                       |
| Sułtan Wielkich Seldżuków  | - 1118 Ahmad Sandżar 1157                                                    |
| Król Szkocji               | - 1153 Malcolm IV 1165                                                       |
| Król Szwecji               | - 1130 Swerker I Starszy 1156 - 1155 Karol Sverkersson 1167                  |
| Doża Wenecji               | - 1148 Domenico Morosini 1156                                                |
| Król Węgier                | - 1141 Gejza II 1161                                                         |

Rok 1155 / MCLV
stulecia: XI wiek ~
XII wiek ~
XIII wiek

lata: 1145 «
1150 «
1151 «
1152 «
1153 «
1154 «
1155
» 1156
» 1157
» 1158
» 1159
» 1160
» 1165

## Wydarzenia w Polsce
- Henryk Sandomierski powrócił z wyprawy do Ziemi Świętej i sprowadził zakon joannitów do Polski (pierwsza siedziba w Zagości).

## Wydarzenia na świecie
- 23 kwietnia – papież Hadrian IV wydał Bullę wrocławską, w której pojawiła się wzmianka o Górze oraz nazwa "Tessin" (jest to najstarsza znana dziś pisemna wzmianka o Cieszynie).
- 18 czerwca – Fryderyk I Barbarossa został koronowany na cesarza rzymskiego.
- W bulli papieża Hadriana IV.
- Eryk IX powrócił do Szwecji.
- Fryderyk Barbarossa ponownie nadał Bawarię Henrykowi Lwu.
- Pierwsze wzmianki o fińskim mieście Turku.
- Klęska w chrystianizacji Finlandii; zabicie misjonarza wysłanego w celu nawrócenia kraju.
- Papież Hadrian IV obłożył Rzym interdyktem.

## Urodzili się
- w 1155 (według źródeł muzułmańskich) lub 1162 (według źródeł chińskich i mongolskich) – Czyngis-chan, władca mongolski, twórca i długoletni władca imperium mongolskiego (zm. 1227)

## Zmarli
- 10 czerwca – Sigurd II Gęba, król Norwegii (ur. ?)
- 22 sierpnia – Konoe, cesarz Japonii (ur. 1139)
- data dzienna nieznana:
  - Arnold z Brescii, włoski mnich, kaznodzieja i reformator religijny; stracony z rozkazu Fryderyka I Barbarossy
  - Dawid V, król Gruzji (ur. ?)